# محمدآباد ایلخانی
محمدآباد ایلخانی، روستایی از توابع بخش مرکزی شهرستان مشهد در استان خراسان رضوی ایران است.

## جمعیت
این روستا در دهستان طوس قرار دارد و براساس سرشماری مرکز آمار ایران در سال ۱۳۸۵، جمعیت آن ۵۹۵ نفر (۱۴۳خانوار) بوده‌است.